# Jacques-Benjamin Longer
Jacques-Benjamin Longer (Le Havre, 31 maggio 1752 – Nam Định, 8 febbraio 1831) è stato un vescovo cattolico e missionario francese.

## Biografia
Entrò nel Seminario delle missioni estere di Parigi il 30 settembre 1774, fu ordinato prete il 23 settembre 1775 e il 4 dicembre successivo dello si imbarcò come missionario per la Cocincina.
Svolse il suo apostolato a Quảng Trị e nel 1787 fu nominato coadiutore del vicario apostolico del Tonchino occidentale (per mancanza di vescovi, poté essere consacrato solo nel 1798, a Macao).
Celebrò un sinodo nel 1795 e i suoi decreti furono osservati senza modifiche per più di un secolo.
Subì la prigionia durante la persecuzione del 1789; cercò di ottenere dall'imperatore Gia Long la concessione della libertà di culto nel 1802 e nel 1804, ma conobbe di nuovo la persecuzione sotto l'impero di Minh Mạng.
Curò lo sviluppo dell'apostolato e la formazione del clero indigeno. Fu autore di numerose opere a carattere religioso in lingua annamita.
Morì dopo quarant'anni di episcopato lasciando nel suo vicariato 174 000 battezzati, 87 sacerdoti indigeni e 180 seminaristi.

## Genealogia episcopale e successione apostolica
La genealogia episcopale è:
- Cardinale Scipione Rebiba
- Cardinale Giulio Antonio Santori
- Cardinale Girolamo Bernerio, O.P.
- Arcivescovo Galeazzo Sanvitale
- Cardinale Ludovico Ludovisi
- Cardinale Luigi Caetani
- Cardinale Ulderico Carpegna
- Cardinale Paluzzo Paluzzi Altieri degli Albertoni
- Papa Benedetto XIII
- Papa Benedetto XIV
- Papa Clemente XIII
- Cardinale Giovanni Francesco Albani
- Papa Pio VI
- Cardinale Carlo Bellisomi
- Vescovo Marcelino José Da Silva
- Vescovo Jacques-Benjamin Longer, M.E.P.

La successione apostolica è:
- Vescovo Feliciano Alonso, O.P. (1793)
- Vescovo Jean Labartette, M.E.P. (1793)
- Vescovo Charles La Mothe, M.E.P. (1796)
- Vescovo Jean-Jacques Guérard, M.E.P. (1816)
- Vescovo Joseph-Marie-Pélagie Havard, M.E.P. (1829)